# 山口県東京観光物産センター
山口県東京観光物産センター(やまぐちけんとうきょうかんこうぶっさんセンター)は、東京都中央区日本橋の日本橋プラザビル1階にある山口県関連の物産店・展示館である。俗名おいでませ山口館。

## 施設案内
- オープンスペース

エントランスホールは山口県のミニイベント広場。通常は椅子とテーブルを並べてコミユニケーションスペースとして開放している。
- 観光案内コーナー

山口県関連のスポットなどの情報が閲覧できる施設。
- 民工芸品展示・販売コーナー
- 特産品展示・販売コーナー
- Uターン就職相談コーナー

## 所在地
東京都中央区日本橋2-3-4 日本橋プラザビル1階